# برادچرچ
برادچرچ (انگلیسی: Broadchurch) مجموعه تلویزیونی بریتانیایی است که از سال ۲۰۱۳ تا کنون در سه فصل و ۲۴ قسمت منتشر شده است. نویسنده و تهیه‌کنندهٔ این سریال که در سبک جنایی برای ITV (TV network) ساخته شده، کریس چیبنال است.